# 洛歇L-2000
L-2000是美国洛歇公司在1960年代研究的超音速客机计划。
1963年6月5日，时任美国总统肯尼迪正式启动“国家超音速客机计划”（National Supersonic Transport，NST），并承诺美国政府将资助超音速客机研制经费的75%，以研制美国的超音速客机，与英法两国合作的协和飞机竞争。当时的美国联邦航空局局长納吉布·哈拉比（Najeeb Halaby）认为设计一种与协和飞机相若的超音速客机会导致正面直接竞争，不利于抢占市场，因此他设定了一个技术更先进、要求更高的超音速客机设计目标。因此，美国的超音速飞机必须比协和飞机更大、载客量更高、速度更快。当时拟定的技术指标为载客250人，飞行速度为2.7—3.0马赫（约3000公里/小时），并需要达到7200公里（4500英里）的洲际航程。超音速飞机的设计要求相继发往美国各主要飞机制造商，其中机身及发动机分开两部份竞标。机身部分的竞争厂商包括波音、洛歇、北美航空，而发动机则有柯蒂斯-萊特公司、普惠公司和通用电气公司。
洛歇的方案称为CL-823，像放大了的协和飞机，但四具发动机以独立吊舱形式分开装置。
后来美国联邦航空局为缩小选择范围，经评选后北美航空NAC-60和柯蒂斯-萊特的发动机首先出局，仅剩下波音和洛歇双方竞争，并被容许随意选择使用余下两家公司的发动机。最终在1966年12月31日，联邦航空局宣布波音采用通用电气GE4涡轮喷气发动机的波音2707-100（波音733-390）方案胜出，而洛歇的L-2000和普惠的JTF17涡轮风扇发动机落选。